# Acropora seriata
Acropora seriata е вид корал от семейство Acroporidae.

## Разпространение
Видът е разпространен в Австралия, Индия, Индонезия, Малайзия, Папуа Нова Гвинея, Сингапур, Тайланд, Филипини и Шри Ланка.